# Epidendrum raphidophorum
Epidendrum raphidophorum är en orkidéart som beskrevs av John Lindley. Epidendrum raphidophorum ingår i släktet Epidendrum och familjen orkidéer. Inga underarter finns listade i Catalogue of Life.